# Camilla More
Camilla More (London, nasceu em 1962), é uma atriz
estadunidense americana estrelou em filmes e na televisão.

## Vida Pessoal
Ela é a irmã gêmea de Carey More. As duas irmãs atuaram juntas em alguns filmes (o filme francês Le Jumeau dirigido por Yves Robert) e programas de TV.
More nasceu em Londres, Inglaterra. Ela é conhecida por seu papel no filme de terror de 1984 Friday the 13th: The Final Chapter como a Tina. Seu filme mais recente é o filme de 1997 Dead Tides. Seu papel na TV foi conhecido em óperas do sabão Days of Our Lives, como Gillian Forrester desde 1986-1987, ela assumiu o papel que sua irmã tinha recusado de 1987-1988. Ela fez aparições em programas de TV como The A-Team, Cheers, Matlock, Baywatch e Baywatch Nights.

## Filmografia
| Título                             | Ano            |
| Friday the 13th: The Final Chapter | 1984           |
| Days of our Lives                  | 1986-1987 (TV) |
| Dead Tides                         | 1997           |